# Rondvlucht van Fokker boven Haarlem

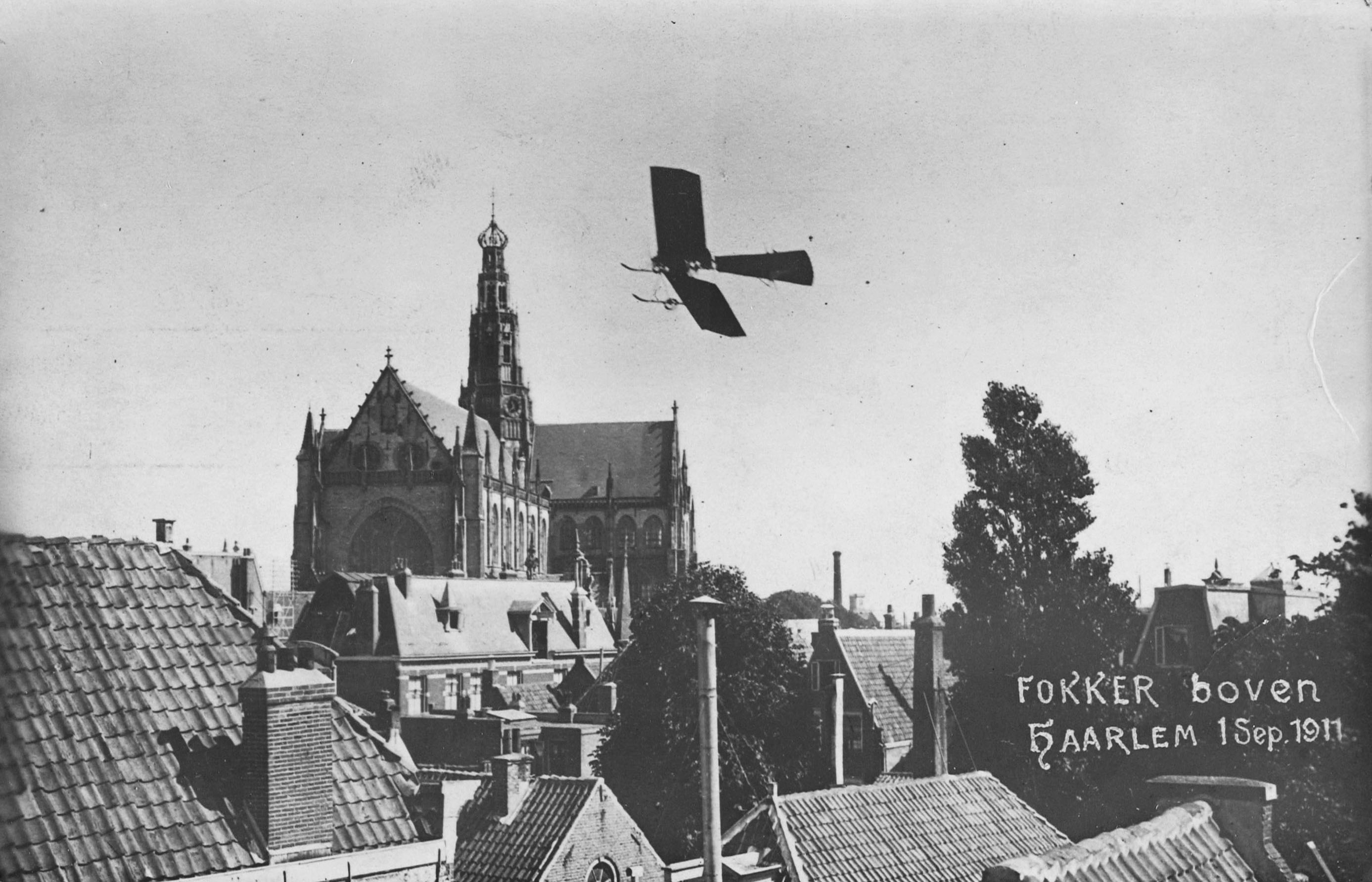
Fokker vliegt rond de Grote of Sint-Bavokerk in Haarlem

De rondvlucht van Fokker boven Haarlem was een vliegdemonstratie van de Fokker Spin in 1911 van vliegtuigbouwer Anthony Fokker in de Nederlandse stad Haarlem. Op 1 september schreef Fokker geschiedenis door een rondje rond de Grote of St.-Bavokerk te maken over het centrum van de stad.
De vlucht maakte onderdeel uit van verschillende vliegdemonstraties met de Fokker Spin tijdens de feestelijkheden rond Koninginnedag op 31 augustus op het kermisterrein in Schoten. Bij dat terrein was een tent als hangar opgezet, en een geïmproviseerde landingsbaan aangelegd. Anthony Fokker nam aan het programma deel op voorspraak van zijn vader die in de programmacommissie zat. De vliegdemonstraties die meerdere dagen duurden trokken veel bekijks.